# Lachaise
Lachaise – miejscowość i gmina we Francji, w regionie Nowa Akwitania, w departamencie Charente.
Według danych na rok 1990 gminę zamieszkiwało 275 osób, a gęstość zaludnienia wynosiła 29 osób/km² (wśród 1467 gmin regionu Poitou-Charentes Lachaise plasuje się na 735. miejscu pod względem liczby ludności, natomiast pod względem powierzchni na miejscu 858.).